# Dampierre-Saint-Nicolas
Dampierre-Saint-Nicolas és un municipi francès situat al departament del Sena Marítim i a la regió de Normandia. L'any 2007 tenia 514 habitants.

## Demografia

### Població
El 2007 la població de fet de Dampierre-Saint-Nicolas era de 514 persones. Hi havia 204 famílies de les quals 40 eren unipersonals (12 homes vivint sols i 28 dones vivint soles), 84 parelles sense fills, 68 parelles amb fills i 12 famílies monoparentals amb fills.
La població ha evolucionat segons el següent gràfic:
Habitants censats

### Habitatges
El 2007 hi havia 221 habitatges, 206 eren l'habitatge principal de la família, 8 eren segones residències i 7 estaven desocupats. 219 eren cases i 2 eren apartaments. Dels 206 habitatges principals, 167 estaven ocupats pels seus propietaris, 34 estaven llogats i ocupats pels llogaters i 5 estaven cedits a títol gratuït; 5 tenien una cambra, 6 en tenien dues, 46 en tenien tres, 61 en tenien quatre i 88 en tenien cinc o més. 135 habitatges disposaven pel capbaix d'una plaça de pàrquing. A 91 habitatges hi havia un automòbil i a 92 n'hi havia dos o més.

### Piràmide de població
La piràmide de població per edats i sexe el 2009 era:
| Homes | Edats   | Dones |
| ----- | ------- | ----- |
| 0     | 95 o +  | 0     |
| 0     | 90 a 94 | 0     |
| 0     | 85 a 89 | 4     |
| 0     | 80 a 84 | 0     |
| 8     | 75 a 79 | 0     |
| 12    | 70 a 74 | 4     |
| 28    | 65 a 69 | 16    |
| 16    | 60 a 64 | 20    |
| 16    | 55 a 59 | 20    |
| 20    | 50 a 54 | 20    |
| 8     | 45 a 49 | 28    |
| 28    | 40 a 44 | 12    |
| 24    | 35 a 39 | 24    |
| 16    | 30 a 34 | 8     |
| 16    | 25 a 29 | 12    |
| 28    | 20 a 24 | 8     |
| 40    | 15 a 19 | 8     |
| 28    | 10 a 14 | 28    |
| 8     | 5 a 9   | 12    |
| 12    | 0 a 4   | 12    |

## Economia
El 2007 la població en edat de treballar era de 333 persones, 238 eren actives i 95 eren inactives. De les 238 persones actives 207 estaven ocupades (116 homes i 91 dones) i 31 estaven aturades (20 homes i 11 dones). De les 95 persones inactives 36 estaven jubilades, 29 estaven estudiant i 30 estaven classificades com a «altres inactius».

### Ingressos
El 2009 a Dampierre-Saint-Nicolas hi havia 210 unitats fiscals que integraven 542 persones, la mediana anual d'ingressos fiscals per persona era de 16.768 €.

### Activitats econòmiques
Dels 11 establiments que hi havia el 2007, 2 eren d'empreses de fabricació d'altres productes industrials, 2 d'empreses de construcció, 1 d'una empresa de comerç i reparació d'automòbils, 2 d'empreses de transport, 1 d'una empresa d'hostatgeria i restauració, 1 d'una empresa immobiliària i 2 d'empreses classificades com a «altres activitats de serveis».
Dels 3 establiments de servei als particulars que hi havia el 2009, 1 era un guixaire pintor, 1 lampisteria i 1 agència immobiliària.
L'únic establiment comercial que hi havia el 2009 era una botiga de menys de 120 m².
L'any 2000 a Dampierre-Saint-Nicolas hi havia 3 explotacions agrícoles.

## Equipaments sanitaris i escolars
El 2009 hi havia una escola elemental integrada dins d'un grup escolar amb les comunes properes formant una escola dispersa.

## Poblacions més properes
El següent diagrama mostra les poblacions més properes.